# Samostan Tanahat
Samostan Tanahat (armensko Թանահատի վանք), prečrkovano T’anahati vank’)  je samostan iz 8. stoletja, 7 km jugovzhodno od vasi Vernašen v armenski provinci Vajoc Dzor. Zgrajen je bil med 8. in 13. stoletjem. Samostan so imenovali tudi Rdeči samostan, ker je zgrajen iz rdečega kamna. Pred njim je na tem mestu stal poganski tempelj, posvečen armenski boginji Anahiti. Krščanski tempelj je bil tukaj postavljen v 5. stoletju. Ob samostanu je raztreseno zgodnjesrednjeveško pokopališče. Samostan Tanahat je deloval do poznega srednjega veka in je danes v dobrem stanju. Po besedah zgodovinarja Stepanosa, nadškofa Orbeljana, je bilo v njem leta 735 pokopano telo Stepana Sjunecija, nad grobom pa je bila zgrajena majhna kapela. 
V letih 1273–1279 je bila na mestu kapele pod pokroviteljstvom kneza Proša in njegove družine ter s pomočjo lokalnih prebivalcev zgrajena cerkev sv. Stepana iz temno modrikastega bazaltnega kamna. Napis na cerkvi sv. Stepana omenja, da je bila zgrajena "med vladavino pogumnega in slavnega kneza Proša in njegovih sinov Papaka, Hasana in otroka Eacija" okoli 1273–1279. Cerkev iz 13. stoletja, imenovana sv. Nšan ali Varaga Surb Nšan, na severni strani meji na cerkev sv. Stepana. V prvi je bila verjetno  nekaj časa shranjena znamenita sveta ikona Varagavanka. Na  zahodnem vhodo v cerkev sv. Nšana je vklesan mlad jezdec iz perzijske knežje dinastije, ki s sulico zabada levinjo. Nad njimi so upodobljene različne ptice. Kipi iz samostana Tanahat so dragoceni primeri srednjeveškega armenskega posvetnega kiparstva. 
Okoli samostana Tanade so hačkarji in nagrobniki iz 13. do 16. stoletja. Med izkopavanji področja samostana leta 1971 so odkrili temelje preddverja samostana, temelje velike cerkvene ladje s preddverjem ter več posvetnih stavb na južni strani. Domneva se, da je v teh stavbah delovala univerza Gladzor. Leta 1984 sta bili obnovljeni cerkvi sv. Stepana in sv. Nšana, okolica samostana pa je bila urejena. 